# 始末書
始末書（しまつしょ、しまつがきとも）とは、業務などにおいて過失や規程違反を犯した者が、事実関係を明らかにするとともに謝罪し、再発させないことを誓約するための書類。

## 公務員・民間企業
公務員の場合、戒告（譴責）、訓告で始末書の提出を求められる。民間企業でも同様に懲戒その他の処分として始末書を要求することがあるが、この場合職務規程に始末書の提出を定める条項が必要である。部下の不祥事の際、その上司が始末書を代筆し上役に提出をする場合がある。

## 警察
警察はごく軽微な法令違反に対し、実務上の理由から検挙せず始末書の提出を求めるに留めることがある。子どもや知的障がい者、認知症の人物が始末書を書く際には、その家族が代筆する場合がある。

## 学校
学校では児童・生徒の不祥事（いじめ、カンニングなど）が発覚した際に、始末書（反省文）を書かせるが、保護者（親）にも監督不行き届きの責任を問うため、再発防止として書かせる場合もある。

## 理由
始末書を書き、提出する必要のある理由として、以下のようなケースがある。
- 遅刻
- 無断欠勤
- 備品が盗難に遭った場合、または紛失した場合（始末書とともに弁償もさせられる）
- 予算の超過
- 宴会や接待（酒席）で上司や取引相手に粗相があった場合
- 就業規則その他の内規に違反する行為があった場合

## レイアウト
始末書は自身が所属する組織が作成したレイアウトのものを使用するか、もしくは自身でゼロから作成する。おおよそ、以下のようなことを書くとされる。
- 発生経緯
- 発生原因と理由
- 反省と謝罪
- 再発防止策